# All Out of Love
All Out of Love is een single van Air Supply uit 1980. Ook Sandra Reemer had een klein succesje met dit nummer.

## Air Supply
De B-kant van deze ballad is Old Habits Die Hard. In Nederland, waar de muziekalbums van Air Supply nooit de albumlijsten hebben gehaald, was All Out of Love hun enige succes. De plaat werd veel gedraaid op Hilversum 3 en behaalde de 27e positie in de Nederlandse Top 40 en de 31e positie in de Nationale Hitparade.
In de Verenigde Staten (nr. 2) en het Verenigd Koninkrijk (nr. 11) scoorde het nummer hoger.
Het nummer is eveneens opgenomen door OTT (1996), Andru Donalds (1999), Declan Galbraith (2006) en Cliff Richard (2007). Ook Westlife deed een poging.

### Hitnoteringen
| "All Out of Love" in de Nederlandse Top 40 Binnen: week 48/1980 | "All Out of Love" in de Nederlandse Top 40 Binnen: week 48/1980 | "All Out of Love" in de Nederlandse Top 40 Binnen: week 48/1980 | "All Out of Love" in de Nederlandse Top 40 Binnen: week 48/1980 | "All Out of Love" in de Nederlandse Top 40 Binnen: week 48/1980 | "All Out of Love" in de Nederlandse Top 40 Binnen: week 48/1980 |
| Week                                                            | 1                                                               | 2                                                               | 3                                                               | 4                                                               |                                                                 |
| --------------------------------------------------------------- | --------------------------------------------------------------- | --------------------------------------------------------------- | --------------------------------------------------------------- | --------------------------------------------------------------- | --------------------------------------------------------------- |
| Positie                                                         | 33                                                              | 28                                                              | 27                                                              | 28                                                              | uit                                                             |

| "All Out of Love" in de Nationale Hitparade Binnen: 29-11-1980 | "All Out of Love" in de Nationale Hitparade Binnen: 29-11-1980 | "All Out of Love" in de Nationale Hitparade Binnen: 29-11-1980 | "All Out of Love" in de Nationale Hitparade Binnen: 29-11-1980 | "All Out of Love" in de Nationale Hitparade Binnen: 29-11-1980 | "All Out of Love" in de Nationale Hitparade Binnen: 29-11-1980 | "All Out of Love" in de Nationale Hitparade Binnen: 29-11-1980 | "All Out of Love" in de Nationale Hitparade Binnen: 29-11-1980 | "All Out of Love" in de Nationale Hitparade Binnen: 29-11-1980 | "All Out of Love" in de Nationale Hitparade Binnen: 29-11-1980 |
| Week                                                           | 1                                                              | 2                                                              | 3                                                              | 4                                                              | 5                                                              | 6                                                              | 7                                                              | 8                                                              |                                                                |
| -------------------------------------------------------------- | -------------------------------------------------------------- | -------------------------------------------------------------- | -------------------------------------------------------------- | -------------------------------------------------------------- | -------------------------------------------------------------- | -------------------------------------------------------------- | -------------------------------------------------------------- | -------------------------------------------------------------- | -------------------------------------------------------------- |
| Positie                                                        | 38                                                             | 48                                                             | 32                                                             | 31                                                             | 36                                                             | 22                                                             | 17                                                             | 24                                                             | uit                                                            |

#### NPO Radio 2 Top 2000
| Nummer met noteringen in de NPO Radio 2 Top 2000 | '99 | '00 | '01 | '02 | '03 | '04 | '05  | '06  | '07 | '08 | '09  | '10  | '11  |
| ------------------------------------------------ | --- | --- | --- | --- | --- | --- | ---- | ---- | --- | --- | ---- | ---- | ---- |
| All out of Love                                  | 832 | 777 | 825 | 769 | 922 | 894 | 1010 | 1311 | 853 | 953 | 1541 | 1405 | 1672 |

1. ↑  Een vetgedrukt getal geeft de hoogste notering aan.
2. ↑  Deze tabel is bijgewerkt tot en met de laatste editie (2024).

## Sandra Reemer
Op de Nederlandse markt verscheen in 1987 een versie van Sandra Reemer. De versie van Sandra Reemer werd regelmatig gedraaid op Radio 2 en Radio 3 en werd een bescheiden hit. De plaat bereikte de 26e positie in de Nederlandse Top 40 en de 32e positie in de Nationale Hitparade Top 100.

### Hitnoteringen
| "All Out of Love" in de Nederlandse Top 40 Binnen: week 40/1987 | "All Out of Love" in de Nederlandse Top 40 Binnen: week 40/1987 | "All Out of Love" in de Nederlandse Top 40 Binnen: week 40/1987 | "All Out of Love" in de Nederlandse Top 40 Binnen: week 40/1987 | "All Out of Love" in de Nederlandse Top 40 Binnen: week 40/1987 | "All Out of Love" in de Nederlandse Top 40 Binnen: week 40/1987 |
| Week                                                            | 1                                                               | 2                                                               | 3                                                               | 4                                                               |                                                                 |
| --------------------------------------------------------------- | --------------------------------------------------------------- | --------------------------------------------------------------- | --------------------------------------------------------------- | --------------------------------------------------------------- | --------------------------------------------------------------- |
| Positie                                                         | 39                                                              | 29                                                              | 26                                                              | 30                                                              | uit                                                             |

Sandra Reemer

Al di là · Stille nacht, heilige nacht · 'k Zweef aan m'n ballonnetje · Gloria, gloria · Sluimer zacht · Singapura · Hoe leit dit kindeke · Mijn gitaar · Kopi susu · Als jij maar wacht · Een bos rozen · Heimwee · Mijn concert · Teddy song · Jij vergeet · Since you have gone · (I've got) A love like a rainbow · Simon Zealotes · Love me, honey · The party's over · Trust in me · This is your heartbeat · How little we know · Colorado · Nothing's gonna change · It hurts to be in love · America here I come · Indonesia · Get it on · Rien ne va plus · Fly like an angel · Gold · All out of love · Sleep with me tonight · Laughter in the rain · Goodnight, sweetheart, goodnight · Smoke gets in your eyes · La colegiala · For your love · He was the one · Love is cruel · Domenica · The last goodbye · Mensen zoals jij · Kom naar me toe · Alles wat ik wil · Een boom voor het leven · De mooiste droom is vogelvrij
Sandra en Andres

Storybook children · Somethin' in my heart · For the first time in my life · Reach for the moon · Let us pray together · Love is all around · Those words · Que je t'aime · Mary Madonna · Als het om de liefde gaat · Mama mia · Auntie · Aime-moi · Dzjing boem! · True love · You believed · Oh, nous sommes très amoureux
Dutch Divas

Work that body · From New York to L.A.